# 알브레히트 3세 추 메클렌부르크슈베린 공작

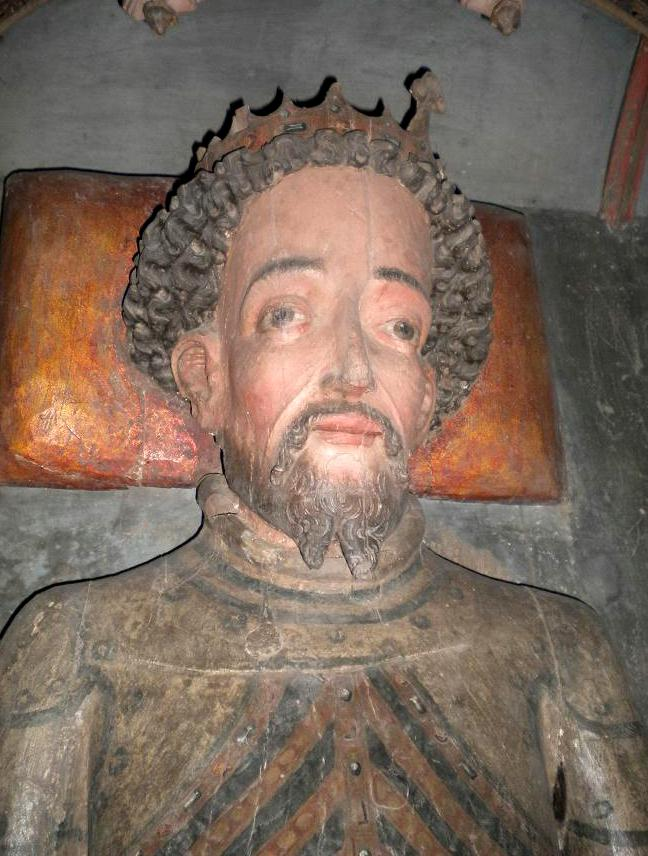
알브렉트

메클렌부르크의 알브렉트(스웨덴어: Albrekt av Mecklenburg 알브렉트 아브 메클렌부리[*], 독일어: Albrecht zu Mecklenburg 알브레히트 추 메클렌부르크[*], 1338년경 메클렌부르크 ~ 1412년 4월 1일 바트도베란)는 스웨덴의 국왕(재위: 1364년 ~ 1389년)이자 메클렌부르크의 공작(재위: 1384년 ~ 1412년)이다. 메클렌부르크슈베린 가(Mecklenburg-Schwerin) 출신이며 메클렌부르크 공작 알브레히트 3세(Albrecht III, Herzog zu Mecklenburg)에 해당한다.

## 생애
메클렌부르크의 알브레히트 2세(Albrecht II) 공작의 둘째 아들로 태어났다. 그의 어머니인 에우페미아 에릭스도테르(Eufemia Eriksdotter)는 쇠데르만란드의 에리크 망누손(Erik Magnusson) 공작의 딸이자 스웨덴의 망누스 4세(Magnus IV) 국왕의 누나이기도 하다.
1364년 스웨덴의 귀족들이 망누스 4세 국왕에 대한 반란을 일으키면서 망누스 4세는 스웨덴의 왕위에서 물러나게 된다. 스웨덴의 귀족들은 한자 동맹을 맺고 있던 독일 북부의 여러 도시들과 공작들, 백작들의 지원을 받고 있던 메클렌부르크의 알브렉트를 스웨덴의 새 국왕으로 추대했으며 1364년 2월 18일에 대관식을 치르면서 스웨덴의 국왕으로 즉위했다. 1384년에는 마그누스 1세(Magnus I)의 뒤를 이어 메클렌부르크 공작으로 즉위했다. 스웨덴의 국왕으로 즉위한 이후에는 스웨덴에 거주하던 독일인들에게 광범위한 혜택을 부여하는 정책을 시행했다.
1389년 알브렉트 국왕에 대한 불만을 품은 스웨덴의 귀족들이 덴마크의 마르그레테 1세 여왕과 연합 전선을 형성했다. 1389년 2월 스웨덴군이 덴마크군과의 오슬레(Åsle) 전투에서 패배하면서 덴마크군의 포로로 잡혔고 스코네의 린드홀멘(Lindholmen) 성에서 6년 동안 수감되었다. 1395년에 열린 평화 협상을 통해 석방되었으며 1412년 메클렌부르크 바트도베란(Bad Doberan) 수도원에서 사망했다.

## 같이 보기
- 메클렌부르크의 군주(독일어판)